# ایسوآنالا
ایسوآنالا (به لاتین: Isoanala) یک منطقهٔ مسکونی در ماداگاسکار است که در بتروکا واقع شده‌است. ایسوآنالا ۱۷٬۰۰۰ نفر جمعیت دارد و ۶۸۸ متر بالاتر از سطح دریا واقع شده‌است.